# Vasúti támogatások
Sok ország támogatást nyújt vasútjainak az általa nyújtott társadalmi és gazdasági előnyök miatt. A gazdasági előnyök nagyban hozzájárulhatnak a vasúthálózat finanszírozásához. Ezek az országok általában szintén finanszírozzák vagy támogatják az útépítést, és ezért ténylegesen támogatják a közúti közlekedést is. A vasúti támogatások nagysága és elosztási módja egyaránt különbözik: egyes országok finanszírozzák az infrastruktúrát, mások pedig a vonatokat és az üzemeltetőiket finanszírozzák, míg mások mindkettőt egyszerre. A támogatásokat fel lehet használni akár korszerűsítésekre és új vonalakba történő beruházásokra, akár a gazdasági növekedést előidéző vonalak működtetésére.
A vasúttámogatás nagysága Kínában a legnagyobb (130 milliárd amerikai dollár), ezt követi Európa (73 milliárd euró), míg az Egyesült Államokban viszonylag kis támogatást adnak a személyszállításra.

## A vasút társadalmi és gazdasági előnyei
A vasút a növekedést a sűrű városi agglomerációk és az ország ütőerei mentén segíti. Ezek a megállapodások segítik a városok regenerálódását, növelik a helyi adókból származó bevételeket, növelik a lakásértékeket, és ösztönzik a vegyes használatú fejlesztéseket. Ezzel szemben az USA-ban jellemzőbb autópálya-terjeszkedési politika elősegíti a külvárosok fejlődését a periférián, hozzájárulva a megtett járműmérföldek növekedéséhez, a szén-dioxid-kibocsátáshoz, a zöldmezős területek beépítéséhez és a természeti tartalékok kimerüléséhez.

## A modern vasút mint gazdasági fejlődés mutatója
Az európai fejlesztés-közgazdászok azzal érveltek, hogy a modern vasúti infrastruktúra megléte az ország gazdasági előrehaladásának jelentős mutatója: ezt a perspektívát elsősorban az alapvető vasúti közlekedési infrastruktúra-index (az úgynevezett BRTI-index) szemlélteti.

## A támogatások nagysága

### Európa

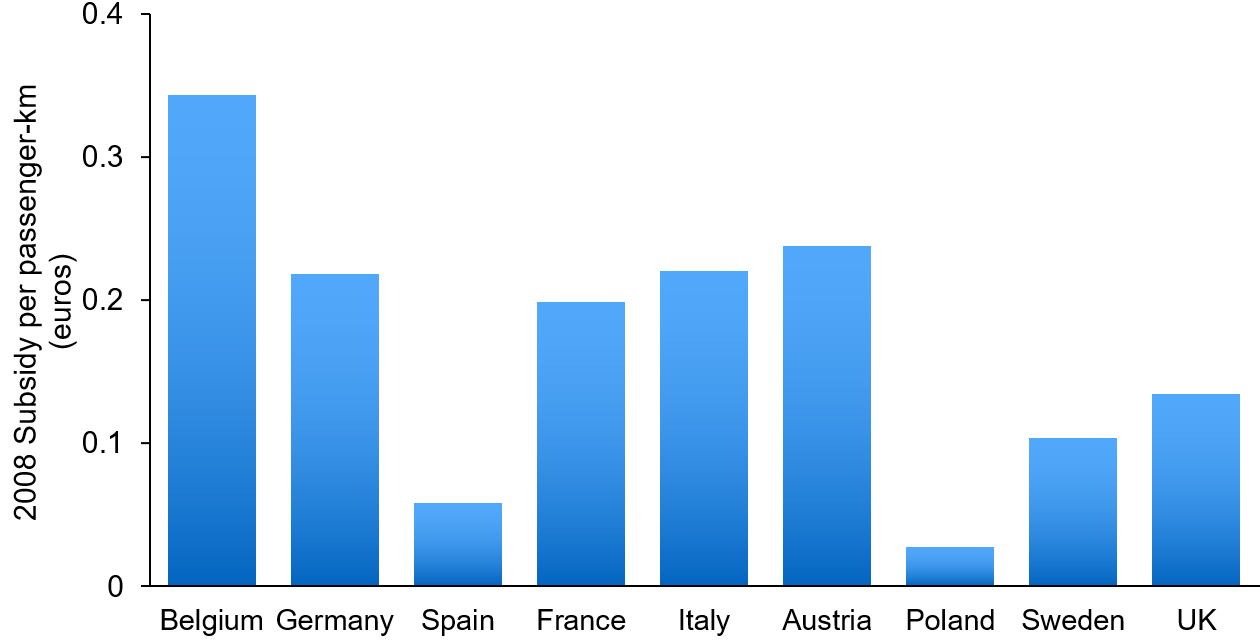
Európai támogatások nagysága az utaskilométer alapján 2008-ban

A teljes EU vasúti támogatások összege 73 milliárd euró volt 2005-ben.
| Ország             | Támogatás nagysága milliárd euróban | Év   | Milliárd utas-km 2014-ben |
| ------------------ | ----------------------------------- | ---- | ------------------------- |
| Németország        | 17,0                                | 2014 | 79,3                      |
| Franciaország      | 13.2                                | 2013 | 83,9                      |
| Olaszország        | 7,6                                 | 2012 | 39,7                      |
| Svájc              | 5,8                                 | 2012 | 18,4                      |
| Spanyolország      | 5,1                                 | 2015 | 24,5                      |
| Egyesült Királyság | 4,4                                 | 2016 | 65,1                      |
| Belgium            | 2,8                                 | 2012 | 10,8                      |
| Hollandia          | 2,5                                 | 2014 | 17                        |
| Ausztria           | 2,3                                 | 2009 | 11,4                      |
| Dánia              | 1.7                                 | 2008 | 5,8                       |
| Svédország         | 1,6                                 | 2009 | 6,1                       |
| Lengyelország      | 1,4                                 | 2008 | 11,9                      |
| Írország           | 0,91                                | 2008 | 1,7                       |